# Walther Kastner
Walther Kastner (* 11. Mai 1902 in Gmunden, Oberösterreich; † 31. März 1994 in Wien) war ein österreichischer Jurist, Manager, Kunstsammler und Mäzen.

## Leben
Kastner stammte väterlicherseits aus Oberneukirchen, wo die Familie einen Gasthof mit Lebzelterei und Wachszieherei betrieb. Der Vater, Dr. Hanns Kastner, war Hofrat der Finanzlandesdirektion. Der Sohn wuchs in Linz auf und war unter anderem in der Wandervogelbewegung aktiv. Er besuchte das Gymnasium in Linz gemeinsam mit Ernst Kaltenbrunner.
Der spätere Bürgermeister Ernst Koref war einer seiner Lehrer. Nachdem er sein Studium der Kunstgeschichte, Germanistik und Psychologie abgebrochen hatte, arbeitete er bei der Bank für Oberösterreich und Salzburg in Bad Ischl.
Nach seiner Entlassung 1926 studierte er innerhalb von weniger als zwei Jahren Rechtswissenschaften an der Universität Innsbruck und promovierte sich am 5. November 1927.
Zu seinen damaligen Freunden gehörten der Physiker Hans Thirring, der Chemiker Heinz Holter und der Dichter Josef Weinheber. Ab 1930 war Kastner in der österreichischen Finanzprokuratur tätig. 1935 wechselte er ins Finanzministerium als Prüfungskommissär. 
Nach dem Anschluss Österreichs wurde Kastner von Arthur Seyß-Inquart, den er nach eigenen Angaben aus „der Systemzeit“ kannte, in die Österreichische Kontrollbank für Industrie und Handel berufen, die zur Arisierung der österreichischen Wirtschaft herangezogen wurde. 1939 wurde er zum Leitenden Direktor dieser zentralen Institution der Enteignung der jüdischen Betriebe, zum Beispiel die Firma Talkumbergbau- und Großhandelsfirma Eduard Elbogen Nachfolger mit Lothar Elbogen als Alleininhaber und weitere über hundert jüdische Großbetriebe.
Er lehnte eine besonders frühe Nummer der NSDAP aus der illegalen Zeit ab und stellte am 12. September 1940 einen Antrag zur Aufnahme in die NSDAP, in der er selbst angab, für die illegale NSDAP vor 1938 tätig gewesen zu sein: „Während der Systemzeit habe ich meine nationale Gesinnung und Haltung immer bekannt und habe die NSDAP durch Spenden und durch Aufbewahrung von illegalen Propagandaschriften unterstützt.“ Seine Mitgliedsnummer war 9.021.901. Als die Kontrollbank 1942 abgewickelt wurde, da sie ihre Funktion zur „Entjudung“ der österreichischen Wirtschaft erledigt hatte, wechselte Kastner in den Vorstand der Semperit AG. Nachdem deren Vorstandsvorsitzender Franz Messner in Mauthausen ermordet wurde, trat Walther Kastner dessen Nachfolge an und blieb bis Kriegsende Vorstandsvorsitzender. Kastner gab an, sich in seiner Funktion des Ariseurs der Wirtschaft nicht privat bereichert zu haben, lediglich ein Teppich, den er seinem Chef in der Finanzprokuratur Rudolf Löw 1938 abkaufte, wird in der Autobiographie erwähnt. Aus Kastners Sicht eine Unterstützung Löws, nach heutiger Rechtssicht wohl ein Zwangsverkauf. Bekannt ist auch, dass Kastner seit 1941 eine zuvor einem jüdischen und 1939 geflohenen Ehepaar in Wien IX gehörende Wohnung bewohnte.
Ab Herbst 1945 musste Kastner als Belasteter Strafarbeit leisten und wurde als Hilfsarbeiter in einem Kunstbergungstrupp eingesetzt. Er empfand dies „nicht als ungerecht, denn welch arges Unrecht war den vom NS-System schuldlos Verfolgten zugefügt worden“. Peter Krauland sorgte persönlich dafür, dass Kastner bereits ab 1946 als dessen persönlicher Konsulent tätig werden durfte. Kastner war für die Restitution von großen Wirtschaftsbetrieben zuständig, die er als Leiter der Kontrollbank „entjudet“ hatte. Zwei Verfahren wegen Kriegsverbrechen gegen Walther Kastner wurden nach direkter Intervention durch Peter Krauland eingestellt.
Seit 1946 war Kastner als Wirtschaftsanwalt tätig und wirkte dabei an Restitutionsfällen mit, die er zuvor von der Seite der „Arisierung“ her kannte, zum Beispiel vertrat er die Familie Rothschild, Karl Kahane Montana AG oder Bunzl & Biach (1947). Hugo Bunzl berief ihn sogar 1957 in den Aufsichtsrat seiner Firma, in der Kastners zweite Frau Chefsekretärin und später Personalreferentin war. 
Seit der Amtszeit von Reinhard Kamitz beriet Kastner alle folgenden Finanzminister. Mehrmals wurde ihm der Posten eines Finanzministers angeboten. Ab 1964 war er auch als Professor für Handelsrecht an der Universität Wien tätig. Zahlreiche Gesetze dieser Zeit tragen die Handschrift des damals führenden österreichischen Gesellschaftsrechtlers. Walther Kastner ist der Autor des 5. Restitutionsgesetzes. 
Kastner erhielt zahlreiche österreichische Orden und Auszeichnungen sowie 1958 das deutsche Bundesverdienstkreuz, und die Ehrenmitgliedschaft der Österreichischen Akademie der Wissenschaften. 
Zu seinem 80. Geburtstag erschienen Kastners Memoiren: Mein Leben – kein Traum. Aus dem Leben eines österreichischen Juristen im Wiener Orac-Verlag. 1982 wurden seine bis dahin erschienenen Aufsätze in einem Sammelband veröffentlicht.
Kastner wurde am Grinzinger Friedhof (Gruppe 21, Reihe 9, Nummer 24) bestattet. 

## Ehrungen
- Großes Bundesverdienstkreuz (1958)
- Ehrendoktor der Wirtschaftsuniversität Wien (1983).[3] Aberkannt im Juni 2023 vor dem Hintergrund von NSDAP-Mitgliedschaft und systematischer Mitwirkung bei der Arisierung von jüdischen Unternehmungen und Vermögen.[4]

## Sammlung Walther Kastner
Er sammelte seit den 1930er Jahren Werke von Alfred Kubin, mit dem er korrespondierte, sowie Arbeiten seines lebenslangen Freundes Hans Fronius. Nachdem er 1945 fast alles durch Plünderung verloren hatte, baute er ab 1949 eine systematische Kunstsammlung auf, die er 1975 dem Oberösterreichischen Landesmuseum in Linz schenkte und bis zu seinem Tod immer wieder durch Schenkungen erweiterte. Sie umfasst heute etwa 1600 Skulpturen, Gemälde und Graphiken, Münzen und Werke des Kunstgewerbes vom Mittelalter bis zur Moderne. Die Schwerpunkte liegen in der Kunst des Mittelalters, den Alten Meistern und der Malerei des 19. und frühen 20. Jahrhunderts, darunter Werke von Jacob van Ruisdael, Josef Danhauser, Franz Eybl, Franz Steinfeld, Ferdinand Georg Waldmüller, Johann Baptist Reiter, August Riedel, Leopold Kupelwieser, Joseph Nigg, Rudolf von Alt, Emil Jakob Schindler, Olga Wisinger-Florian, Theodor von Hörmann, Carl Moll, Marie Egner, Anton Romako, Maximilian Kurzweil, Gustav Klimt, Richard Gerstl, Egon Schiele, Anton Faistauer und Hans Fronius. 
Die Bestände wurden von der Provenienzforschung des Museums untersucht. Die Ergebnisse führten zur Restitution eines Gemäldes von Anton Romako (aus der Sammlung Oskar Reichel), das Kastner von Rudolf Leopold erworben hatte und das als Leihgabe der Eigentümer im Museum verblieb.

## Kastner-Preis
Nach ihm war der Walther-Kastner-Preis benannt, der als die bedeutendste österreichische Auszeichnung im Bereich des Banken- und Gesellschaftsrechts galt. Der Preis wurde vom Verband Österreichischer Banken und Bankiers für hervorragende wissenschaftliche Arbeiten vergeben, die dazu geeignet sind, das österreichische Bankwesen zu fördern – insbesondere auf dem Gebiet des Gesellschaftsrechts, des Steuerrechts und der Volkswirtschaftslehre. Seit 2013 wird dieser Preis nicht mehr Walther-Kastner-Preis genannt, sondern firmiert nunmehr als Bankenverbandspreis.

## Publikationen
- Walther Kastner: Grundriss des österreichischen Gesellschaftsrechts. Wien 1986 (51990).